# Jicarilla

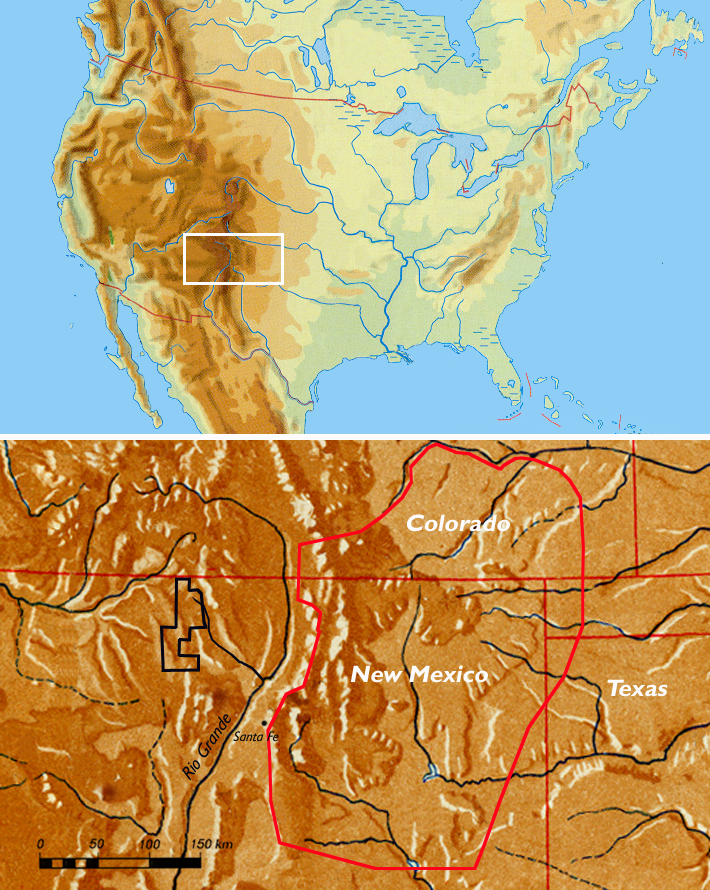
Obszar występowania Apaczów Jicarilla

Jicarilla, lub Apacze Jicarilla – plemię Indian Ameryki Północnej z grupy plemiennej Apaczów; nazwa hiszpańska – "koszyczek". Apacze sami nazywali siebie Ndee lub Dine'é – "lud".
Na obszar Południowego Zachodu dzisiejszych Stanów Zjednoczonych przybyli z Kanady w początkach XV wieku. Dwieście lat później zamieszkiwali obszar od doliny Chama w obecnym Nowym Meksyku po zachodnią Oklahomę i południowe Kolorado. Jicarillowie mówią południową odmianą języka atabaskańskiego. Na początku XVII wieku na wymienionym obszarze żyło mniej niż 800 członków plemienia.
Obecnie, spośród około 25 tysięcy osób przyznających się do przynależności do grupy plemiennej Apaczów, na terenie rezerwatu Mescalero (ang. Mescalero Reservation) mieszka około 3500 członków plemion Mescalero, Chiricahua i Lipan, a kilkuset w niewielkiej odległości od rezerwatu. Rezerwat znajduje się w centralnej części stanu Nowy Meksyk w połowie drogi pomiędzy miejscowościami Alamogordo i Roswell.

## Historia
Przodkowie dzisiejszych Apaczów przeszli przez Cieśninę Beringa bardzo późno, bo około roku 1000 p.n.e., kiedy była ona już prawie wolna od lodów. Grupa plemion, w skład której wchodzili, nosiła nazwę Nadene. Około roku 1300 naszej ery wydzieliły się z niej dwa plemiona (Apacze i Nawaho) określane jako Atabaskowie Południowi. Plemiona te odeszły daleko na południowy zachód, gdzie w XV wieku wykształciły się jako osobne grupy plemienne. Przed spotkaniem z Hiszpanami byli ludem raczej spokojnym i zajmującym się w pewnym stopniu uprawą roli.
W połowie XVIII wieku Apacze poprosili Hiszpanów o pomoc przeciw Komanczom, napierającym na nich od północnego wschodu i wschodu. Wobec odmowy osiedlenia się na stałe i przyjęcia chrześcijaństwa prośba została odrzucona. Nie mogąc się bronić, Apacze wycofali się w góry sąsiadujące z dolinami zamieszkanymi przez Indian Pueblo. Jedynie niewielkie plemię Jicarilla przetrwało na stepach południowego Teksasu do początku XIX wieku.
Opanowawszy konie, Apacze zaczęli wchodzić w częstsze kontakty z Indianami Pueblo i Hiszpanami, handlując, ale jednocześnie organizując wyprawy łupieżcze. W związku z tym, że Hiszpanie schwytanych wojowników sprzedawali w niewolę w południowym Meksyku, Apacze coraz częściej dokonywali najazdów odwetowych, co spowodowało ustalenie się północnej granicy Nowej Hiszpanii mniej więcej na wysokości Santa Fe. W roku 1821 władze Meksyku wyznaczyły cenę za skalpy Apaczów, co zaogniło sytuację w regionie. Pragnąc jednak ostatecznie skolonizować tereny na północy, władze Meksyku nadawały chętnym znaczne obszary ziemi. W ten sposób, w roku 1841, prawie 7 tysięcy km² ziem należących do Jicarillów zostało przyznanych dwom meksykańskim plantatorom.
W czasie wojny między Stanami Zjednoczonymi a Meksykiem w roku 1848 Apacze czynnie wspierali Amerykanów, uważając ich za naturalnego sojusznika w walce z Hiszpanami. Po zakończeniu zmagań dowiedzieli się z przerażeniem, że ich ziemie zostały włączone do USA, a oni mają zostać spacyfikowani. Ściśnięci pomiędzy Meksyk, Komanczów i coraz liczniejszych farmerów, poszukiwaczy złota i innych "złodziei ziemi", Apacze nie widzieli innego wyjścia, jak bronić swego stanu posiadania. Doprowadziło to do nowej spirali przemocy.
W roku 1851 zawarto rozejm, zgodnie z którym Indianie – w zamian za pomoc żywnościową – mieli trzymać się w odległości co najmniej 70 kilometrów od osad białych. W związku z niedotrzymaniem obietnicy Jicarillowie zeszli w doliny, rozpoczynając kolejną wojnę podjazdową. Nowy traktat z roku 1855 zapowiadał założenie rządowych agencji do spraw Indian (BIA). Dla Jicarillów oznaczało to wybór – albo żebrać w agencjach o jedzenie, albo nadal napadać. Wybrali to drugie.
W latach 60. XIX w. plemię przypadkiem uniknęło uwięzienia w cieszącym się złą sławą rezerwacie Bosque Redondo (Fort Sumner), bowiem Indianie zwinęli obóz nim zostali otoczeni przez wojsko. Do roku 1873 Apacze Jicarilla byli jedynym plemieniem Południowego Zachodu nieposiadającym własnego rezerwatu. W tym czasie wodzowie dwóch klanów – Ollero i Llanero – wysłali wspólną delegację do Waszyngtonu próbując wynegocjować przyznanie im własnego rezerwatu, ale zamiast tego – w 1883 r. zostali przesiedleni od rezerwatu Mescalerów (ang. Mescalero Reservation), gdzie okazało się, że wszystkie zdatne do zasiedlenia tereny są już zajęte, wobec powyższego Jicarillowie powędrowali na północ, skąd niedawno zostali wysiedleni. Wreszcie w 1887 r. rząd ustanowił ich własny rezerwat.
Na miejscu okazało się, że klimat rezerwatu nie pozwala na uprawę ziemi, a jedyne wartościowe spłachetki gruntu znajdują się w rękach nie-Indian. To, wraz z fatalnym centralnym zarządzaniem z Waszyngtonu oraz epidemią gruźlicy, spowodowało bardzo słaby rozwój gospodarczy rezerwatu. Dopiero dodatkowe ziemie, dołączone do rezerwatu w roku 1907, pozwoliły na rozwój hodowli owiec, co ostatecznie nastąpiło w latach 20. i natychmiast zaczęło przynosić zyski. Od tego czasu datuje się podział na "postępowych" hodowców (Ollero) i "zachowawczych" rolników (Llanero).
W latach 40. na terenie rezerwatu znaleziono ropę i gaz. Uzyskane w ten sposób dochody pozwoliły plemieniu na wykupienie większości ziem nie-Indian. Wzrastały zasoby, polepszył się stan zdrowia członków plemienia, poprawił się poziom wykształcenia, postępowała dywersyfikacja gospodarki. W roku 1970 Apacze Jicarilla wygrali w sądzie 9 milionów dolarów za utracone ziemie.

## Religia

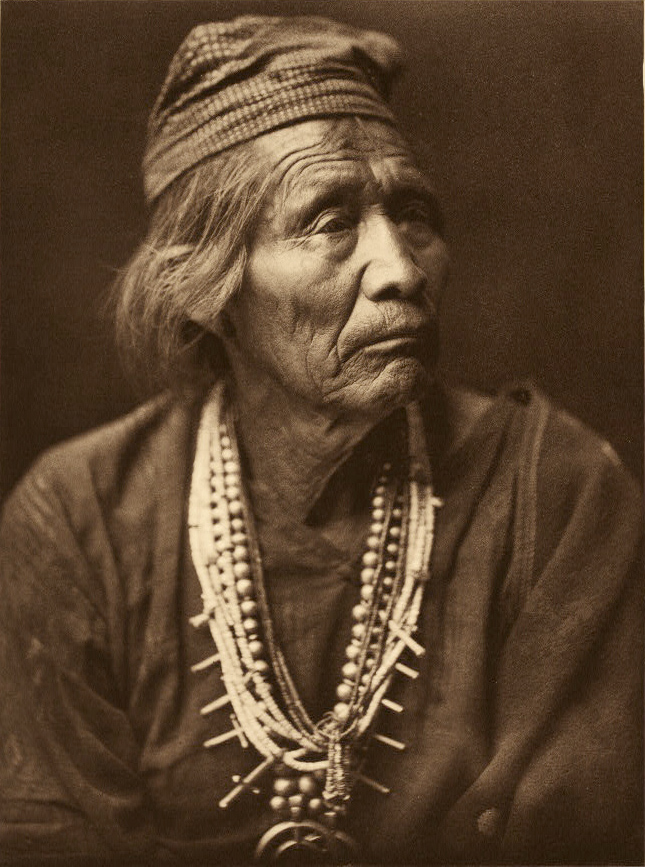
Szaman z plemienia Jicarillów

Religia Apaczów oparta jest na bogatej mitologii oraz personifikacji sił natury. Bogiem o największej potędze jest Słońce, ale niewiele mniejszą potęgą obdarzone są bóstwa pomniejsze, jak np. Biało Malowana Kobieta i jej syn Dziecko Wody, będące duchami opiekuńczymi gór (ga'an). Podczas określonych ceremonii (np. inicjacji seksualnej dziewcząt) te ostatnie odgrywane są przez tancerzy w maskach. Apacze wierzyli, że każda żywa istota miała w innym wcieleniu przodka – człowieka, w związku z czym każdy człowiek postępuje śladami swego odległego poprzednika.
Źródła szamanizmu Apacze doszukiwali się w sile, która przychodziła do określonego człowieka poprzez zwierzę, ciało niebieskie lub określone siły przyrody; gdy siła została okazana i zaakceptowana, przyjmujący ją miał obowiązek podjąć naukę obowiązków szamańskich. Wykształceni szamani posiadali moc wykorzystywaną w czasie wojny, prośby o deszcz, szczęście, zdrowie. Siła może być zarówno dobra, jak i zła, ale choroba i nieszczęście powodowane są gniewem bóstwa, spowodowanym niewłaściwym traktowaniem natury. Szaman posiadał odpowiednią wiedzę i zdolności do uzdrawiania, dlatego cieszył się wśród Jicarillów ogromnym szacunkiem.
Określone ceremonie wiązały się z pewnymi wydarzeniami (np. wyścigi chłopców w dniu święta żniw, czy też czterodniowe święto inicjacji seksualnej dziewcząt), ale najbardziej wyczerpującą był Taniec Niedźwiedzia, trwający cztery dni i cztery noce bez przerwy, a składający się z wróżb, deklamacji, modłów i tańców w wykonaniu młodych wojowników.
W sensie religijnym najpoważniejszymi zbrodniami były czarnoksięstwo i kazirodztwo. Winni tych przestępstw byli bezwzględnie eliminowani.

## Życie codzienne

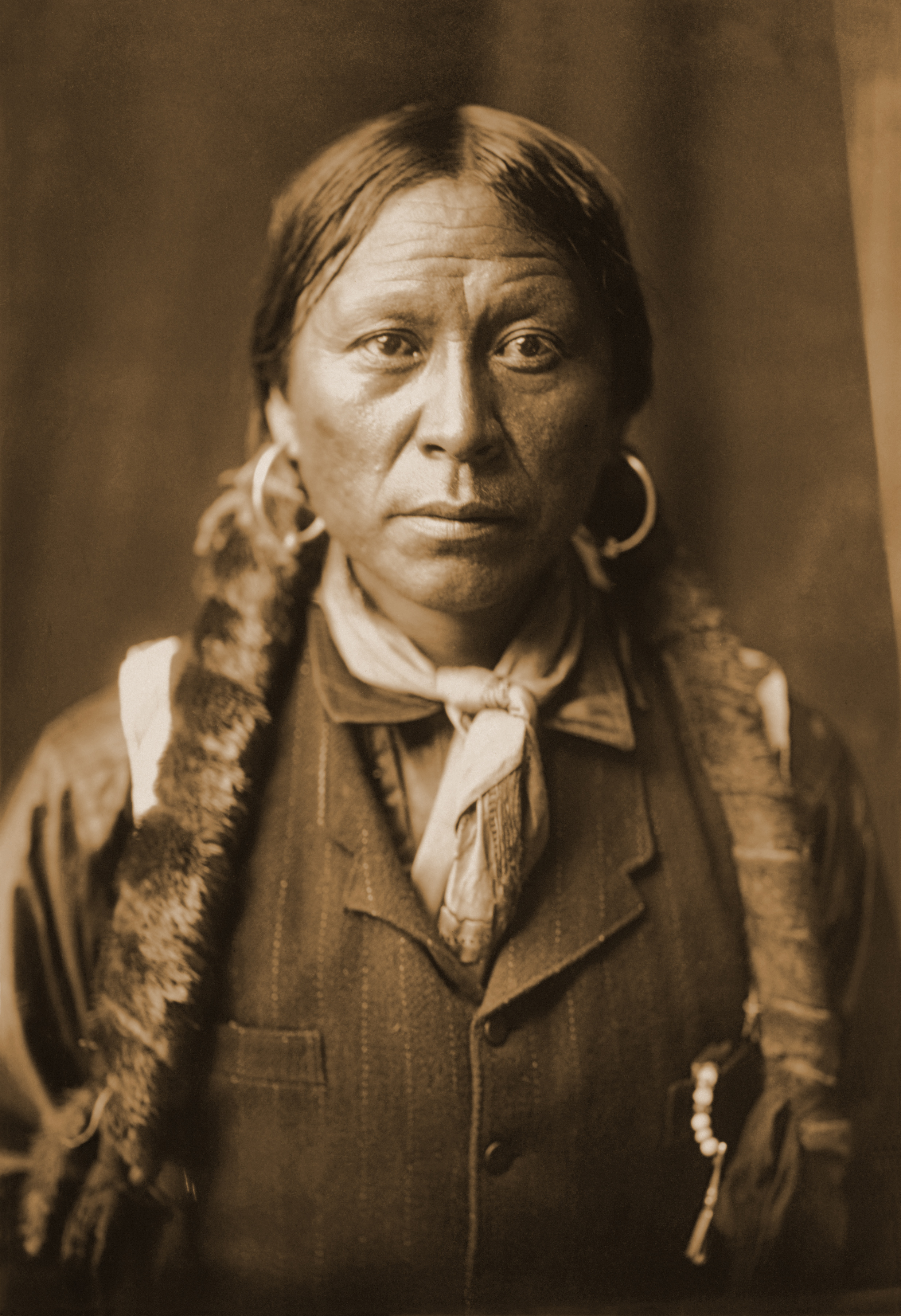
1904

Apacze Jicarilla mieszkali w kopulastych szałasach, opartych na szkielecie z giętych prętów drewnianych, zwanych wikiup i krytych trawą lub korą, a w okresach złej pogody (szczególnie w zimie) skórami. W czasie polowań na bizony używali podróżnych tipi zapożyczonych od Indian Wielkich Równin.
Byli łowcami i zbieraczami. Do XVII wieku polowali głównie na bizony, później na drobniejszą zwierzynę górską. Nie jadali mięsa niedźwiedzi, indyków, ani nie łowili ryb.
Podstawowym pożywieniem roślinnym były orzechy, miąższ agawy, jagody ziarna dzikich traw, miód, dzika cebula i ziemniaki. Orzechy i nasiona często mielono na mąkę. Agawa miała wyjątkowe znaczenie jako roślina o znacznej ilości zastosowań: korzeń pieczony na rozżarzonych kamieniach dawał mezcal, słodką, pożywną papkę, którą następnie suszono i przechowywano na okres zimowy albo poddawano fermentacji, uzyskując wysokoprocentowy napój alkoholowy, odpowiednio ułamany ostry kolec wraz z włóknem służył do szycia jako igła z nitką, inne włókna były wykorzystywane do produkcji plecionek, np. mat.
W XVII wieku nauczyli się od Indian Pueblo rolnictwa i do początków XIX wieku uprawiali (nad brzegami rzek i nieco dalej, przy wykorzystaniu kanałów nawadniających) fasolę, dynię, groch, zboże i melony. Gdy zbiory były kiepskie, zaopatrzenie uzupełniali zakupami lub rajdami łupieżczymi na tereny Pueblo.
Ubierali się w skóry i bielone, wyszywane paciorkami mokasyny. Moda kobieca opierała się na podobnych standardach jak w innych plemionach Apaczów, moda męska dopuszczała duże, srebrne kolczyki i włosy wiązane w kucyk w stylu Indian Pueblo.
Podczas wojny wojownicy walczyli o sławę i dobra doczesne (np. konie), ale nie podczas wojen odwetowych, kiedy to wodzowie Jicarillów mogli brać skalpy wrogów, ale po wstępnym, rytualnym oczyszczeniu. Ich tradycyjnymi wrogami byli Komancze, Arapaho i Nawaho, a sojusznikami Ute i Pueblo.

## Jicarilla dzisiaj
Rezerwat to 742 tysiące akrów (ponad 3 tysiące km²) ziem uprawnych, lasów i pastwisk. To także złoża ropy i gazu, przynoszące plemieniu znaczne zyski. Stolicą rezerwatu jest miasteczko Dulce, gdzie mieszka 3/4 całej społeczności Jicarillów. Zatrudnienie większości z nich dają władze federalne oraz gry hazardowe, dopuszczalne na terenie rezerwatu.
Plemię posiada własną konstytucję z roku 1937, a rada plemienia składa się z potomków dawnych wodzów. Około 70% Jicarillów kultywuje dawną religię i tradycje przodków, ale młodzi odchodzą od tego, co wraz z postępem techniki (telewizja, internet) prowadzi do coraz częstszych przypadków opuszczania rezerwatu.
W Dulce znajduje się kryty, olimpijskich rozmiarów, ogrzewany basen, a większość mieszkańców żyje w nowoczesnych domach, wyposażonych w wodę, kanalizację, ogrzewanie i klimatyzację.